# Episodi di MacGyver (seconda stagione)
La seconda stagione della serie televisiva MacGyver è stata trasmessa negli Stati Uniti sul canale ABC, dal 22 settembre 1986 al 4 maggio 1987. In Italia è stata trasmessa su Italia 1 a partire dal 18 febbraio 1989.
| nº | Titolo originale      | Titolo italiano              | Prima TV USA      | Prima TV Italia  |
| -- | --------------------- | ---------------------------- | ----------------- | ---------------- |
| 1  | The Human Factor      | Il fattore umano             | 22 settembre 1986 | 25 febbraio 1989 |
| 2  | The Eraser            | Dieci anni dopo              | 29 settembre 1986 | 18 febbraio 1989 |
| 3  | Twice Stung           | Giocato due volte            | 6 ottobre 1986    | 18 marzo 1989    |
| 4  | The Wish Child        | Il figlio del cielo          | 20 ottobre 1986   | 11 marzo 1989    |
| 5  | Final Approach        | Il passo finale              | 27 ottobre 1986   | 25 marzo 1989    |
| 6  | Jack of Lies          | Jack il bugiardo             | 3 novembre 1986   | 2 settembre 1989 |
| 7  | The Road Not Taken    | Una strada non percorsa      | 10 novembre 1986  | 14 luglio 1990   |
| 8  | Eagles                | L’aquila dorata              | 17 novembre 1986  | 4 marzo 1989     |
| 9  | Silent World          | Mondo di silenzio            | 24 novembre 1986  | 28 luglio 1990   |
| 10 | Three For the Road    | Tre per la strada            | 15 dicembre 1986  | 4 agosto 1990    |
| 11 | Phoenix Under Siege   | Pochi secondi per morire     | 5 gennaio 1987    | 11 agosto 1990   |
| 12 | Family Matter         | Occhio per occhio            | 12 gennaio 1987   | 14 febbraio 1991 |
| 13 | Soft Touch            | Tocco leggero                | 19 gennaio 1987   | 15 febbraio 1991 |
| 14 | Birth Day             | Festa di compleanno          | 2 febbraio 1987   | 16 febbraio 1991 |
| 15 | Pirates               | Pirati                       | 9 febbraio 1987   | 18 febbraio 1991 |
| 16 | Out in the Cold       | La valanga                   | 16 febbraio 1987  | 19 febbraio 1991 |
| 17 | Dalton, Jack of Spies | Dalton, il resuscitato       | 23 febbraio 1987  | 20 febbraio 1991 |
| 18 | Partners              | Soci                         | 2 marzo 1987      | 21 febbraio 1991 |
| 19 | Bushmaster            | Il campione della guerriglia | 23 marzo 1987     | 22 febbraio 1991 |
| 20 | Friends               | Amici                        | 6 aprile 1987     | 23 febbraio 1991 |
| 21 | D.O.A.: MacGyver      | L’attentato                  | 27 aprile 1987    | 25 febbraio 1991 |
| 22 | For Love or Money     | Per amore o per denaro       | 4 maggio 1987     |                  |

## Il fattore umano
- Titolo originale: The Human Factor
- Diretto da: Charles Correll
- Scritto da: Robin Bernheim

### Trama
MacGyver si ritrova a dover testare le difese anti intrusione di un bunker segreto progettato con i più moderni sistemi di sicurezza dell'epoca situato all'interno di una montagna rocciosa. Insieme alla progettista del sistema, la Dottoressa Jill Ludlum, si ritroveranno in pericolo, bloccati all'interno della struttura che tenterà in ogni modo di eliminare gli intrusi attraverso porte bloccate, robot e laser.

## Dieci anni dopo
- Titolo originale: The Eraser
- Diretto da: Paul Krasny
- Scritto da: Stephen Kronish

### Trama
Un dipendente infedele della Vectrocom Systems, Michael Simmons vende ad agenti della Germania dell’Est un finto sistema missilistico denominato Navcon-24. Peccato però che il lavoro fosse commissionato dalla mafia italoamericana.
Della situazione viene informata la Phoenix Foundation intenzionata a ritrovare Simmons e a comprendere i legami tra Simmons e i contatti con gli agenti tedeschi.
Comincerà così la solita corsa contro il tempo tra Simmons, MacGyver ed i mafiosi incaricati di eliminarlo che nel frattempo hanno ingaggiato Jimmy ‘L’eliminatore’ Kendall.

## Giocato due volte
- Titolo originale: Twice Stung
- Diretto da: Paul Krasny
- Scritto da: Phil Combest, Mark Lisson e Bill Froehlich

### Trama
Un ex-dipendente della Phoenix Foundation, Kelly Sutton tenta il suicidio a causa di una truffa subita in cui ha perso tutti i risparmi di una vita. MacGyver, Thornton e una neo-assunta dell'agenzia si attivano per organizzare una truffa ai danni del criminale James Crowe.

## Il figlio del cielo
- Titolo originale: The Wish Child
- Diretto da: Charles Correll
- Scritto da: Stephen Kandel, Brian Alan Lane e Stephen Kronish

### Trama
Una vecchia amica di MacGyver, di origini cinesi, gli chiede di andare a prendere il fratello minore a China Town. Scoprirà che il ragazzo, Paul Chan è convinto essere "Il figlio del cielo" una sorta di divinità e che un gruppo di criminali cinesi lo sta usando per truffare altri.

## Il passo finale
- Titolo originale: Final Approach
- Diretto da: Alexander Singer
- Scritto da: Rob Hedden

### Trama
MacGyver accetta la proposta di Thornton di fare da tutor ad un gruppo di ragazzi affidati ai servizi sociali in campeggio. Durante il viaggio di ritorno il pilota del piper muore d'infarto ma MacGyver riesce a farlo atterrare senza altri feriti. Rimarranno bloccati tra le montagne in cerca di aiuto tra continui litigi e difficoltà.

## Jack il bugiardo
- Titolo originale: Jack of Lies
- Diretto da: Charles Correll
- Scritto da: Kerry Lenhart e John J. Sakmar

### Trama
Jack Dalton, un vecchio amico di università di MacGyver, torna a farsi vivo per una richiesta d'aiuto. Jack ha una piccola linea aerea tutta sua con la quale effettua viaggi non proprio legali. E proprio per via di uno dei suoi affari non proprio leciti (contrabbando di orchidee rare) che alcuni botanici americani ingaggiati da Jack, vengono rapiti e trattenuti in una località del Centro America. MacGyver non riesce a dirgli di no ma presto scopre che il motivo di quel viaggio è ben diverso da quanto detto da Jack.

## Una strada non percorsa
- Titolo originale: The Road Not Taken
- Diretto da: Cliff Bole
- Scritto da: Chuck Bowman

### Trama
MacGyver e Pete Thornton volano in Thailandia per aiutare due volontarie, loro vecchie amiche, Debra Easton e Suor Margaret, condannate a morte ed inseguite da guerriglieri desiderosi di eseguire la condanna. Debra, infatti, ex fidanzata di MacGyver, partì anni prima per dedicarsi al volontariato in un paese sud-est asiatico. Arrivati sul posto, grazie ad un elicottero, MacGyver e Peter perlustrano la zona scoprendo che le donne hanno trovato rifugio, ma che i soldati sono sulle loro tracce.
Non resta che scappare lontano da quel posto per salvare le loro vite e quelle dei bambini che con tanto amore assistono.

## L'aquila dorata
- Titolo originale: Eagles
- Diretto da: Paul Krasny
- Scritto da: George Lee Marshall

### Trama
MacGyver arriva nello Utah per lavorare ad un progetto denominato "Cavallo Morto", il nome ispirato al parco nazionale. Lo scopo è verificare e salvaguardare eventuali esemplari di uova deposte da una specie di aquila in via d'estinzione che, nel frattempo, ha attirato le attenzioni di alcuni cacciatori senza scrupoli.
A MacGyver non resterà che difendere se stesso e le aquile, con l'aiuto di un ragazzino di nome Darin Cooper e di sua nonna Susan.

## Mondo di silenzio
- Titolo originale: Silent World
- Diretto da: James L. Conway
- Scritto da: Stephen Kandel

### Trama
MacGyver e la Phoenix Foundation partecipano ad un progetto per aiutare bambini sordomuti. L'insegnante di questi sogni premonitori in cui vede vari episodi di pericolo tra cui la morte di MacGyver. Questi convince Peter Thornton a sottoporre la ragazza ad un esperimento per cercare di rivivere il sogno e comprenderlo meglio poiché con il passare delle ore, MacGyver inizia a convincersi che possa trattarsi di un sogno premonitore.

## Tre per la strada
- Titolo originale: Three For the Road
- Diretto da: Alan Crosland Jr.
- Scritto da: Rob Hedden e Mark Lisson

### Trama
MacGyver si reca nella dormiente località di Mesa per incontrare Tony Sullivan, un confidente della Phoenix legato alla mafia locale e intenzionato a consegnare a MacGyver qualcosa di non meglio specificato.
Peccato però che i due non siano soli. Due mafiosi sono lì per intercettare la consegna che Tony fa giusto in tempo a nascondere nell'auto di due anziani ignari, ospiti dello stesso motel. Spetterà a MacGyver difendere la coppia di anziani quando tutti scopriranno dove si trova la borsa di Tony Sullivan.

## Pochi secondi per morire
- Titolo originale: Phoenix Under Siege
- Diretto da: Gilbert M. Shilton
- Scritto da: John I. Koivula

### Trama
MacGyver e suo nonno hanno un appuntamento per andare assieme ad una partita di hockey. Peccato che MacGyver abbia dimenticato i biglietti alla Phoenix Foundation.
Quella stessa piovosa sera, purtroppo, un gruppo di terroristi ha pianificato un attentato proprio nella sede della Phoenix. Comincerà una caccia all'uomo in giro per i numerosi piani e uffici della Phoenix.

## Occhio per occhio
- Titolo originale: Family Matter
- Diretto da: Alexander Singer
- Scritto da: Paul A. Magistretti

### Trama
Louisiana. L'ex moglie di Peter Thornton, Connie, e suo figlio Michael vengono rapiti da un gruppo di criminali durante un'attività di ricerca archeologica. In cambio della loro liberazione, Peter è costretto a recarsi nel bel mezzo di una palude.
Si scoprirà che il gruppo è comandato da Frank Bonner e che il suo unico scopo è una vendetta personale per una disgrazia avvenuta durante una missione in Yemen, nella quale morì la sua famiglia.
MacGyver, anche questa volta, non rimarrà a guardare.

## Tocco leggero
- Titolo originale: Soft Touch
- Diretto da: Charles Correll
- Scritto da: Joan Brooker e Nancy Eddo

### Trama
Siberia. MacGyver si infiltra in un impianto nucleare russo per liberare e riportare negli USA Yuri Demetri, un rifugiato politico. Al ritorno nel suo appartamento, però, scopre che Penny Parker si è introdotta nel suo appartamento chiedendogli (o meglio, strappandogli) ospitalità per pochi giorni. Successivamente, Penny assisterà a un reato: tre uomini nell'atto di torturarne un quarto. Scappata da quell'appartamento, cercherà MacGyver nel tentativo di scoprire l'accaduto.

## Festa di compleanno
- Titolo originale: Birth Day
- Diretto da: James L. Conway
- Scritto da: Rob Hedden

### Trama
MacGyver programma una giornata libera da dedicare alla pesca in solitaria. Decide così di partire all'alba, ma durante una sosta in un'area di servizio, una donna incinta gli chiede aiuto mentre viene inseguita da un'auto con due uomini armati.
MacGyver e la donna, Elaine Harryman, fuggono via, finendo per rimanere rinchiusi nei depositi di un vecchio molo e con poche possibilità di fuga.

## Pirati
- Titolo originale: Pirates
- Diretto da: Bruce Kessler
- Scritto da: Stephen Kandel

### Trama
La Phoenix Foundation viene convocata dal Comando della Marina a causa del verificarsi di numerosi furti di reperti archeologici con tecniche d'assalto alle barche in stile militare. MacGyver si mette subito sulle tracce della banda incontrando l'ultima vittima, la dottoressa Barbara Ortega. Comincia una corsa contro il tempo per evitare che i reperti, dal valore inestimabile, vengano venduti.

## La valanga
- Titolo originale: Out in the Cold
- Diretto da: Cliff Bole
- Scritto da: Stephen Kronish

### Trama
MacGyver e Peter Thornton sono in vacanza presso un impianto sciistico. Tra una discesa e l'altra incontrano un altro turista che, in una caduta, confonde volontariamente le sue racchette (in cui è contenuto un microfilm che può incastrare un criminale) con quelle di MacGyver. Successivamente, a seguito di uno sparo, avviene una valanga che travolge MacGyver. Le operazioni in testa lo salvano dal congelamento, ma Peter Thornton si rompe una gamba e viene ospitato a casa di MacGyver. Intanto i criminali sono alla ricerca del microfilm, poiché con un binocolo si sono accorti dello scambio delle racchette da sci e per riaverlo indietro rapiscono Thornton

## Dalton, il resuscitato
- Titolo originale: Dalton, Jack of Spies
- Diretto da: Bob Sweeney
- Scritto da: Kerry Lenhart & John J. Sakmar

### Trama
Jack Dalton è morto. O almeno, vuole farlo credere a tutti, soprattutto ai criminali che sono sulle sue tracce. MacGyver si reca in chiesa dove è esposta la salma di Dalton, ma con sua sorpresa scopre che Jack si finge morto all'interno della bara.
I due quindi fuggono, ormai scoperti. Sarà l'ennesima volta in cui Jack Dalton coinvolgerà MacGyver in una storia di fuggiaschi, criminali, pericoli e misteri.

## Soci
- Titolo originale: Partners
- Diretto da: Cliff Bole
- Scritto da: Bill Froehlich e Mark Lisson

### Trama
MacGyver e Peter vengono catturati dal famigerato assassino professionista Murdoc, che decide di vendicarsi sui due bersagli che gli erano sfuggiti sette anni prima. Attraverso diversi flashback, viene narrato il primo incontro tra MacGyver, Petee e Murdoc mentre i primi due vengono catturati e rinchiusi all'interno di un camion pronto ad esplodere.

## Il campione della guerriglia
- Titolo originale: Bushmaster
- Diretto da: Don Chaffey
- Scritto da: Rob Hedden

### Trama
I militari di un paese del Sud America abbattono un aereo militare americano, catturando il pilota Joe Henderson, accusato di spionaggio e imprigionato. MacGyver e la figlia di Henderson, Rene, intraprendono una missione per liberare il pilota. Dopo alcune difficoltà alla frontiera, dove vengono arrestati ma riescono a fuggire, devono attendere il momento giusto per liberare Henderson.

## Amici
- Titolo originale: Friends
- Diretto da: Cliff Bole
- Scritto da: Stephen Kronish

### Trama
È il compleanno di MacGyver e, dopo essere finalmente tornato dall'ennesima missione all'estero, è solo in cerca di riposo.
Attraverso uno scherzo, Jack Dalton lo trascina alla Phoenix Foundation dove è stata organizzata una festa a sorpresa in cui ci saranno tutti i suoi amici e colleghi più stretti, da suo nonno a Penny Parker. Attraverso i ricordi, ripercorrerà alcune delle sue avventure, anche se il colpo di scena è dietro l'angolo.

## L'attentato
- Titolo originale: D.O.A.: MacGyver
- Diretto da: Cliff Bole
- Scritto da: Jaison Starkes

### Trama
Tony Braddock, un esperto in esplosivi, contatta MacGyver chiedendogli aiuto. Ha accettato un incarico per preparare una bomba con l'obiettivo di distruggere un'unità anti-terrorismo.
I due però vengono scoperti dalla banda criminale. MacGyver riesce a scappare, ma una caduta gli fa perdere la memoria. Con l'aiuto di una donna sconosciuta, inizia una corsa contro il tempo per cercare di fermare gli attentatori.

## Per amore o per denaro
- Titolo originale: For Love or Money
- Diretto da: James L. Conway
- Scritto da: Doug Heyes, Jr.

### Trama
MacGyver è costretto a collaborare con Diana Rogers, un'agente della Phoenix Foundation con cui non ha un buon rapporto a causa di una vecchia operazione sul campo. L'obiettivo è liberare un attivista per i diritti civili e prigioniero politico dalla Cecoslovacchia, eludendo gli agenti del GRU.